# Segosa
Segosa (de sego : fort, brave) est un site archéologique de la commune de Saint-Paul-en-Born, dans le département français des Landes.
Situé dans le quartier de Saint-Paul-le-Vieux, il s'agit du nom d'une ancienne mutatio,  relais routier aujourd'hui disparu, établie le long de la voie romaine littorale reliant dans l'Antiquité Burdigala (Bordeaux) à Aquae Tarbellicae (Dax). Sa mention figure dans l'Itinéraire d'Antonin, guide de voyage daté du IIIe siècle apr. J.-C. recensant les villes-étapes de l'Empire romain et les distances les séparant.

## Présentation
La mutatio de Segosa est fondée du Ier siècle apr. J.-C. dans ce qui est alors la Gaule aquitaine. Distantes de 10 à 15 kilomètres, les mutationes permettaient aux voyageurs d'abreuver leurs bêtes ou de changer de monture. L'Itinéraire d'Antonin énumère ainsi les différentes étapes sur la voie romaine littorale :
- Boïos (Biganos-Lamothe)
- le mansio de Losa (Louse, à Sanguinet)
- Segosa (Saint-Paul-en-Born)[3]
- Mosconum (dans un périmètre compris entre Saint-Julien-en-Born, Uza et Lit-et-Mixe)[4].

Le relais routier de Segosa prend de l'importance et acquiert la taille d'un village qui perdure au fil des siècles. Le village gallo-romain de Segosa prend avec le temps et l'évangélisation des Landes le nom de Saint-Paul-de-Frontignac jusqu'à la Révolution française, époque à laquelle il est renommé Saint-Paul-en-Born. Le site reste occupé jusqu'au milieu du XIXe siècle, avant d'être complètement abandonné.

### Tuc de la vieille église
Un monticule, localement appelé tuc, situé légèrement à l'écart du centre de Segosa, accueillait dans l'Antiquité un temple romain ou un sanctuaire païen, comme l'atteste la présence des fondations en gros appareil et de nombreuses tuiles et briques retrouvées sur site. A cette époque, le temple était légèrement surélevé et les environs aménagés pour le mettre en valeur. Il est remplacé à l'ère chrétienne par une église, longue de 59 pieds sur 19, soit 20 mètres sur 7 mètres environ, répertoriée dans la nomenclature des paroisses du Born de 1398 sous le nom de « Sanctus Paulus de Frontinhaco », nous apprenant que l'église était dédiée à saint Paul. Frontinhaco (Frontignac) proviendrait du nom d'un propriétaire de l'époque gallo-romaine. Un petit cimetière entourait le lieu de culte, comme fréquemment dans les paroisses au Moyen Âge. En raison des inondations répétées, dues aux fluctuations de la nappe phréatique toute proche et à l'élévation des eaux de l'étang d'Aureilhan, l'église doit être abandonnée en 1678, sur demande des habitants de la paroisse à l'archevêque de Bordeaux (avant la création des départements français, l'archiprêtré de Born de l'archidiocèse de Bordeaux). En juin de cette même année, ce dernier fait effectuer une enquête. Le greffier dûment mandaté indique que l'église paroissiale « n'est pas à plus de cent pas de l'étang et qu'elle est au milieu de marais ». « L'hiver, le pavé est tout couvert d'eau, si bien qu'on ne peut entendre le Saint Office que dans une posture qui n'est pas trop décente ». Par ordonnance du 28 septembre 1678, l'archevêque donne l'autorisation du transfert vers la chapelle Saint-Michel du quartier de Paynsans, qui devient le nouveau bourg du village. La carte de Cassini et la carte de Belleyme continuent au XVIIIe siècle d'indiquer le « lieu où était l'ancienne église ». Le site continue d'être occupé jusqu'au milieu du XIXe siècle comme l'attestent les fouilles, avant d'être définitivement laissé à l'abandon.

### Fouilles archéologiques

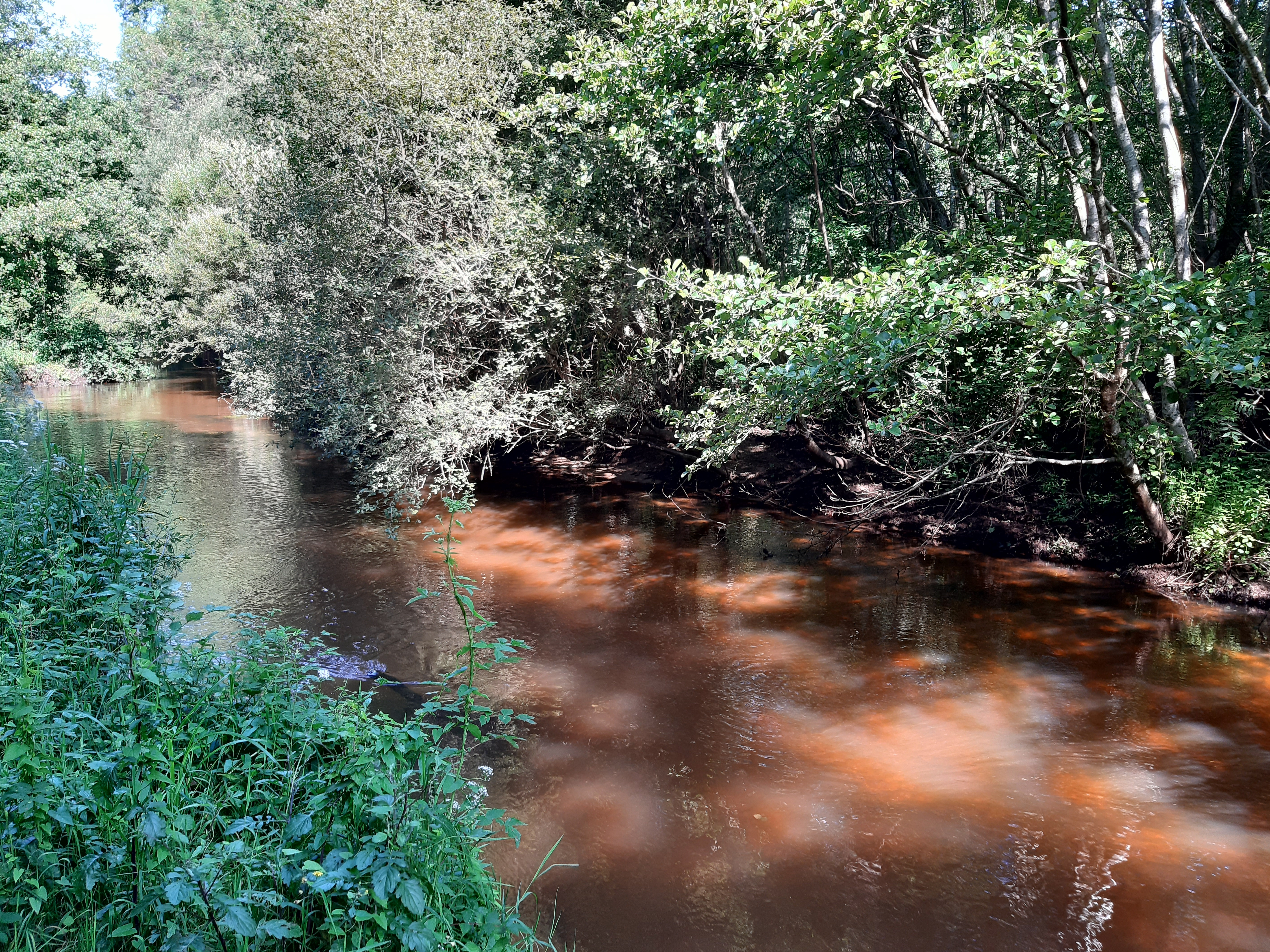
Ruisseau Canteloup à l'aval du site de Segosa, près de l'antique passage à gué.

Des fouilles archéologiques menées en 1980, 1989 et 1990 ont permis de déterminer l'emplacement précis de Segosa. Avant cette date, plusieurs historiens, situaient son emplacement à Mimizan voire à Lévignacq. Segosa était alors, selon la tradition, un port détruit et enseveli par l'avancée des sables, dont les vestiges se situaient sous la dune d'Udos, à proximité de l'actuel clocher porche de Mimizan. Les fouilles archéologiques ont depuis invalidé cette hypothèse et le Conseil départemental des Landes a officialisé l'emplacement de Segosa à Saint-Paul-en-Born, à l'est de l'étang d'Aureilhan, entre le ruisseau de Canteloup au Nord et le ruisseau d'Escource au Sud.
Lors des fouilles de 1990, plusieurs ensembles bâtis ont été découverts, dont un de 25 mètres de long et 70 cm d'épaisseur dont on n'a retrouvé que les fondations en garluche. On ne connaît pas la fonction de ce bâtiment, mais on sait comment il était construit : l'armature du mur était constituée de poteaux porteurs en bois et torchis. La technique utilisée n'est donc pas sans rappeler celle des maisons landaises traditionnelles à colombage, encore visibles sur quelques airiaux dans la forêt des Landes. Ces rustiques bâtisses en bois sont sans confort, sans sol couvert ni système de chauffage, hormis les traces d'un foyer plutôt sommaire.
Un autre bâtiment de 19 mètres de long sur 8 mètres de large a été mis au jour sur site. Le mobilier céramique le plus ancien, retrouvé en grand nombre sur le site pendant les fouilles, et quelques pièces de monnaie permettent de déterminer l'ensemble comme un relais routier fondé au Ier siècle apr. J.-C. Des poteries vernissées datées de 1840-1850 retrouvées lors des fouilles indiquent que le village a été occupé jusqu'au milieu du XIXe siècle, époque à laquelle il est complètement abandonné.
Un gué permettait de traverser le ruisseau du Canteloup à quelques centaines de mètres à l'aval du site de Segosa à pied ou à dos d'animal sans s'embourber. D'une manière générale, les voies romaines se caractérisaient par une grande rectitude, évitant au maximum les zones marécageuses et les abords des cours d'eau. Lorsqu'il y avait obligation de franchissement, la voie passait sur un gué, zones empierrées ou faites de pierres maçonnées à la chaux.
Les vestiges de la motte castrale du Tuc de Houns se trouvent à quelques centaines de mètres à l'est.

## Galerie

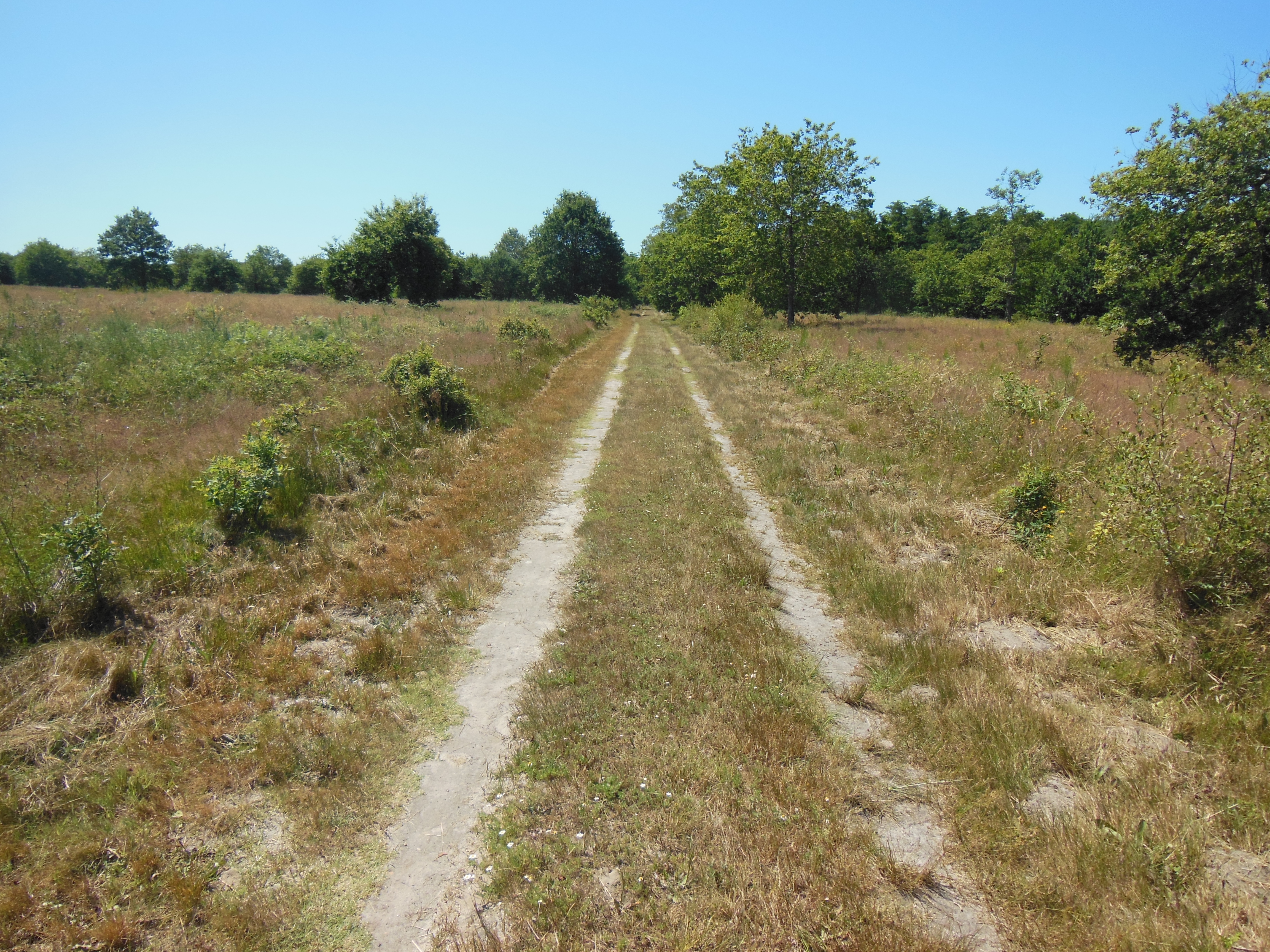
Vestige de la voie romaine littorale, à proximité du site de Segosa, à Saint-Paul-en-Born.
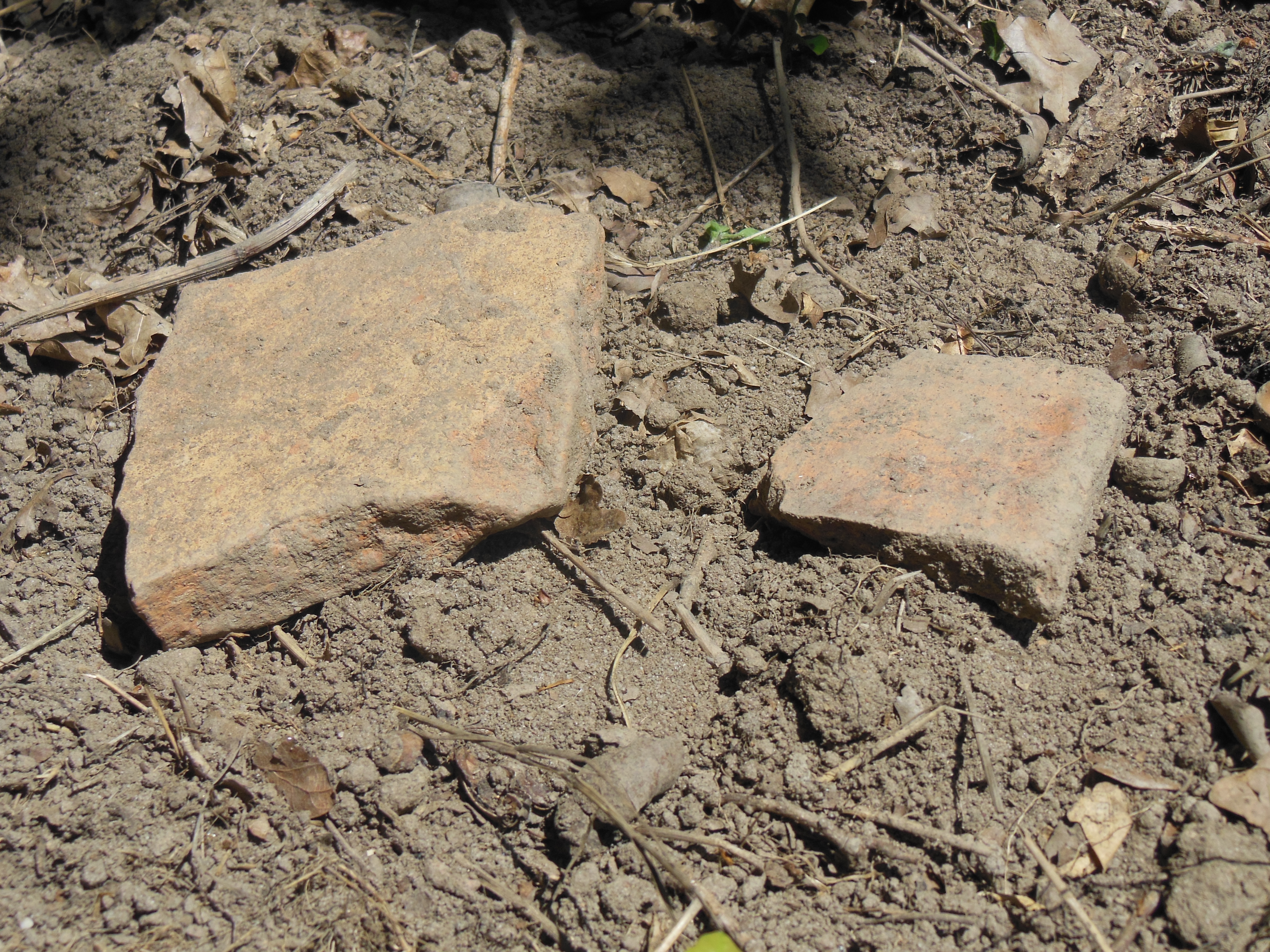
Vestiges en terre cuite sur le site de Segosa.
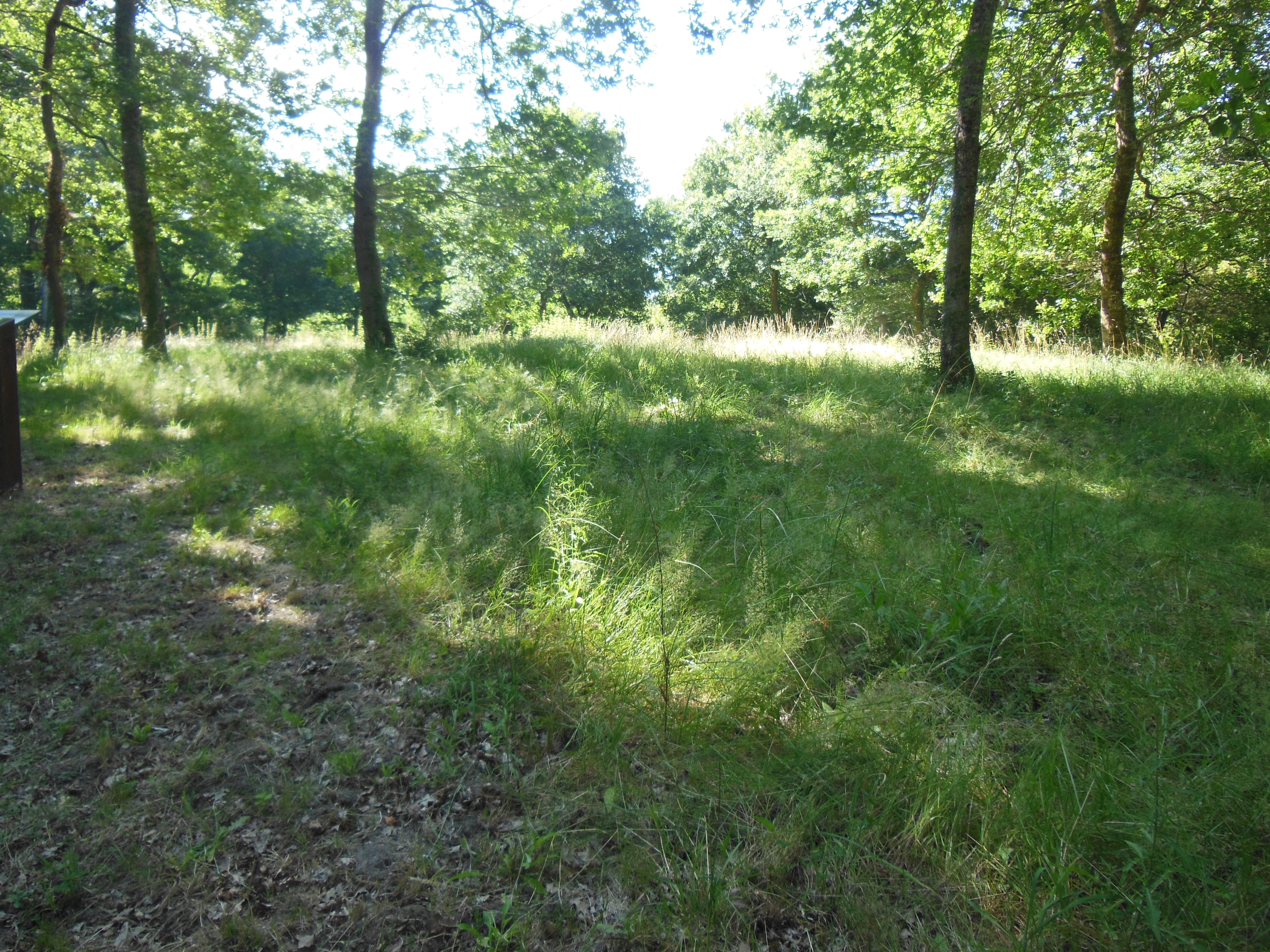
Tuc de l'église, légèrement à l'écart du centre de Segosa.